# إيرين بارينتي دوكلو

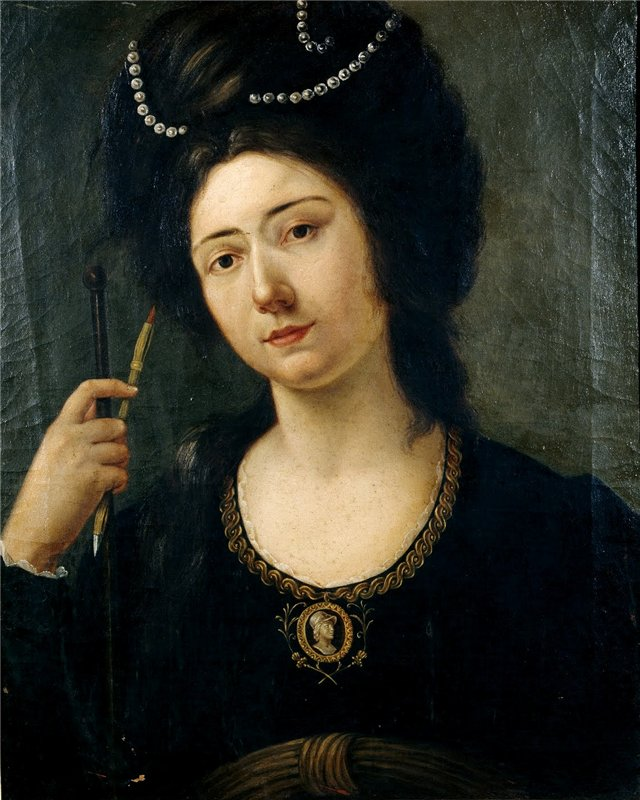
إيرين بارينتي دوكلو

إيرين بارينتي دوكلو (أو إيرين بارينتي، أو لقبها الأكاديمي لينكاستا إريكينيا) (1754-1795) هي رسامة وشاعرة إيطالية. كان عملها كخبيرة في نسخ لوحات كبار الرسامين الأصلية يحظى بتقدير كبير في عصرها، وحصلت على مرتبة الشرف من العديد من أكاديميات الفن الإيطالية. علاوة على ذلك، حققت شهرة خاصة كرائدة في تجديد اللوحات الشمعية.

## مسيرتها المهنية
كانت إيرين بارينتي دوكلو ابنة الرسام التوسكاني جوزيبي بارينتي، التي يفترض أنها تلقت منه أول تدريب مهني. أول إشعار موثق لنشاط إيرين بارينتي دوكلو في الرسم هو طلبها عام 1773 لعمل نسخ طبق الأصل من أعمال في معرض أوفيزي بفلورنسا، حيث سمح فيه للفنانين من الذكور والإناث بنصب حاملات اللوحات في قاعاته وبنسخ لوحات كبار الرسامين والتماثيل الرخامية القديمة. بين عامي 1773 و 1793، نفذت دوكلو تسعة وثلاثين نسخة زيتية في أوفيزي، وذلك إلى حد كبير استجابة لطلب السوق على النسخ طبق الأصل من قبل السياح البريطانيين الكبار. إضافة إلى الرسم الزيتي التقليدي، مارست دوكلوس التقنية القديمة للرسم بالشمع، وهي مهارة نادرة تعلمتها أثناء وجودها في بولونيا في 1784-1785 من الأسباني اليسوعي عالم الآثار خوسيه ماريا بيناتيلي، الذي أعلنت قداسته في عام 1954. جلبت إنجازاتها في هذا المجال الجديد من الرسم الشمعي شهرة سريعة لدوكلو وحققت أعمالها في هذه التقنية أسعارًا مرتفعة. في عام 1785، عرضت لوحات دوكلو الشمعية على الرسامة الإنجليزية إيما جين غرينلاند أثناء زيارتها لفلورنسا عام 1785؛ تابعت غرينلاند في إشهار هذه التقنية في إنجلترا. إضافة إلى أن دوكلو كانت عضوة في أكاديميات الفنون في روما وبولونيا إلى جانب كونها «أستاذة أكاديمية» في أكاديمية فلورنسا لفنون الرسم منذ عام 1783، تم تكريمها بسبب مواهبها الشعرية مع إدخالها إلى الدائرة الأدبية لأكاديمية ديغلي أركادي.

## الأعمال الأصلية
صورة دوكلو لجوزيف هيلاريوس إيكل (معرض أوفيزي، 1890، رقم 311)، جامع عملات يسوعي من فيينا، تم تكليفه في عام 1773 من قبل مدير أوفيزي رايموندو كوتشي لسلسلة صور للمعرض بعنوان «رجال مشهورون». صورة ذاتية لدوكلو موقعة ومؤرخة عام 1783 (معرض أوفيزي، 1890، رقم 5556؛ حاليًا في المخزن) تصور الفنانة وهي تحمل أدوات مهنتها وترتدي ملابس أنيقة بجوهرة منقوشة تصور عطارد وتسريحة أنيقة. تم عرض هذه الصورة في الأصل في أكاديمية فنون الرسم في الإطار الذي ما تزال فيه حتى اليوم؛ وهنا، تم تعليق صورة دوكلو بين صورتي أكاديميتين آخرتين: النقاشة آنا بورغيجاني ورسامة الباستيل كيارا سبينيلي. صورة ذاتية أخرى (معرض أوفيزي، إنف. 1890، رقم 6856) وقد نسبت إليها مؤخرًا أيضًا.